# Endogénie
L'endogénie est, en biologie, un produit ou une fonction générés à l'intérieur du système (animal, végétal, superorganisme, écosystème), et dans le cas d'un organisme synthétisé par l'organisme lui-même. Plus largement il peut s'agir d'une situation due à une ou plusieurs causes internes au système lui-même. (Exemples : intoxication, hypercatabolisme, féminisation… endogène). Le contraire d'endogène est exogène.

## Typologies de productions endogènes
- Il peut s'agir de simples molécules (biosynthèse endogène) ; dans ce cas le qualificatif endogène sert à distinguer une molécule produite par le corps, d'une molécule produite par un autre organisme hors du corps, et éventuellement inhalée, ingérée, bue, etc. (exemples : vitamine D endogène, cannabinoïde, morphine ou amphétamines endogènes).
- On parle aussi de population bactérienne endogène, de virus ou rétrovirus endogènes…
- Il peut aussi s'agir de systèmes plus complexes tels que les horloges biologiques[Lesquelles ?], dont on a récemment découvert qu'elles pouvaient exister, même des organismes réputés simples comme les cyanophycées qui sont des bactéries photosynthétiques dont certaines souches possèdent un rythme circadien bactérien précis.
  - Ce terme est également utilisé en économie ; on dit d'une variable qu'elle est endogène lorsqu'elle est déterminée à l'intérieur même du modèle. Par exemple, alors que Solow parle d'un progrès technique exogène, comme tombé de nulle part (« A contribution to the theory of economic growth », 1956), d'autres économistes comme Paul Romer affirment que le progrès technique est une variable endogène à l'économie qui permet une croissance auto-entretenue (« Increasing returns and long-term growth », 1986).